# Copa do Mundo de ciclismo em pista de 2013-2014
A Copa do Mundo de ciclismo em pista de 2013-2014 é a 22.º edição da Copa do Mundo de ciclismo em pista. Celebrou-se do 1 de novembro de 2013 a 19 de janeiro de 2014 com a disputa de três provas.

## Provas
| Data               | Lugar          |
| ------------------ | -------------- |
| 1-3 nov. 2013      | Manchester     |
| 5-7 dezembro 2013  | Aguascalientes |
| 17-19 janeiro 2014 | Guadalajara    |

## Resultados

### Masculinos
| Evento                  | Ganhador                                                       | Segundo                                                                   | Terceiro                                                                  |
| Manchester              | Manchester                                                     | Manchester                                                                | Manchester                                                                |
| ----------------------- | -------------------------------------------------------------- | ------------------------------------------------------------------------- | ------------------------------------------------------------------------- |
| Velocidade              | Robert Förstemann                                              | Njisane Phillip                                                           | Shane Perkins                                                             |
| Perseguição             | Marco Coledan                                                  | Alexander Serov                                                           | Sebastián Mora                                                            |
| Perseguição por equipas | Ed Clancy Steven Burke Andrew Tennant Owain Doull              | Luke Davison Alex Edmondson Mitchell Mulhern Miles Scotson                | Lasse Norman Hansen Mathias Møller Rasmus Christian Quaade Alex Rasmussen |
| Velocidade por equipas  | Rene Enders Robert Förstemann Max Niederlag                    | Denis Dmitriev Andrey Kubeev Pavel Yakushevskiy                           | Philip Hindes Jason Kenny Matthew Crampton Kian Emadi (q)                 |
| Keirin                  | François Pervis                                                | Maximilian Levy                                                           | Hersony Canelón                                                           |
| Pontuação               | Martyn Irvine                                                  | Lasse Norman Hansen                                                       | Elia Viviani                                                              |
| Scratch                 | Andreas Müller                                                 | Elia Viviani                                                              | Jonathan Mould                                                            |
| Omnium                  | Jasper De Buyst                                                | Tim Veldt                                                                 | Luke Davison                                                              |
| Aguascalientes          |                                                                |                                                                           |                                                                           |
| Velocidade              | Matthew Glaetzer                                               | Jason Kenny                                                               | Pavel Kelemen                                                             |
| km. contrarrelógio      | François Pervis                                                | Maximilian Levy                                                           | Joachim Eilers                                                            |
| Perseguição por equipas | Glenn O'Shea Alex Edmondson Mitchell Mulhern Alexander Morgan  | Lasse Norman Hansen Casper Folsach Rasmus Christian Quaade Alex Rasmussen | Samuel Harrison Steven Burke Jonathan Dibben Owain Doull                  |
| Velocidade por equipas  | Rene Enders Robert Förstemann Joachim Eilers                   | Philip Hindes Jason Kenny Matthew Crampton Kian Emadi (q)                 | Nathan Hart Shane Perkins Matthew Glaetzer                                |
| Keirin                  | Matthew Crampton                                               | Tobias Wachter                                                            | Shane Perkins                                                             |
| Scratch                 | Owain Doull                                                    | King Lok Cheung                                                           | Roman Lutsyshyn                                                           |
| Madison                 | David Muntaner Albert Torres                                   | Jasper De Buyst Kenny de Ketele                                           | Artur Ierxov Alexander Serov                                              |
| Omnium                  | Luke Davison                                                   | Jasper De Buyst                                                           | Artyom Zakharov                                                           |
| Guadalajara             |                                                                |                                                                           |                                                                           |
| Velocidade              | Hugo Haak                                                      | Max Niederlag                                                             | Sam Webster\|                                                             |
| km. contrarrelógio      | Scott Sunderland                                               | Krzysztof Maksel                                                          | Hugo Haak\|                                                               |
| Perseguição             | Jenning Huizenga                                               | Mauro Agostini                                                            | Stefan Küng\|                                                             |
| Perseguição por equipas | Tirian McManus Joshua Harrison Callum Scotson Scott Sunderland | Théry Schir Stefan Küng Loic Perizzolo Cyrille Thièry                     | Theo Reinhardt Maximilian Beyer Henning Bommel Nils Schomber              |
| Velocidade por equipas  | Nils van't Hoenderdaal Hugo Haak Matthijs Buchli               | Erik Balzer Max Niederlag Joachim Eilers                                  | John Paul Callum Skinner Lewis Oliva                                      |
| Keirin                  | Matthijs Buchli                                                | Santiago Ramírez                                                          | Lewis Oliva                                                               |
| Pontuação               | Kiril Svechnikov                                               | Thomas Scully                                                             | Roman Lutsyshyn                                                           |
| Madison                 | Patrick Bevin Thomas Scully                                    | Jasper De Buyst Kenny de Ketele                                           | Stefan Küng Théry Schir                                                   |
| Omnium                  | Tirian McManus                                                 | Jasper De Buyst                                                           | Thomas Boudat                                                             |

### Femininos
| Evento                  | Ganhadora                                                      | Segunda                                                       | Terça                                                            |
| Manchester              | Manchester                                                     | Manchester                                                    | Manchester                                                       |
| ----------------------- | -------------------------------------------------------------- | ------------------------------------------------------------- | ---------------------------------------------------------------- |
| Velocidade              | Kristina Vogel                                                 | Lee Wai Sze                                                   | Rebecca James                                                    |
| Perseguição             | Joanna Rowsell                                                 | Rebecca Wiasak                                                | Katie Archibald                                                  |
| Perseguição por equipas | Laura Trott Elinor Barker Danielle King Joanna Rowsell         | Gillian Carleton Laura Brown Jasmin Glaesser Stephanie Roorda | Annette Edmondson Georgia Baker Rebecca Wiasak Elissa Wundersitz |
| Velocidade por equipas  | Miriam Welte Kristina Vogel                                    | Victoria Williamson Rebecca James                             | Lin Junhong Zhong Tianshi                                        |
| Keirin                  | Kristina Vogel                                                 | Rebecca James                                                 | Sandie Clair                                                     |
| Scratch                 | Małgorzata Wojtyra                                             | Katie Archibald                                               | Tetyana Klimchenko                                               |
| Pontuação               | Laura Brown                                                    | Elizabeth Newell                                              | Jamie Wong                                                       |
| Omnium                  | Laura Trott                                                    | Gillian Carleton                                              | Laurie Berthon                                                   |
| Aguascalientes          |                                                                |                                                               |                                                                  |
| Velocidade              | Kristina Vogel                                                 | Anna Meares                                                   | Lee Wai Sze                                                      |
| 500m. contrarrelógio    | Anna Meares                                                    | Miriam Welte                                                  | Lee Wai Sze                                                      |
| Perseguição             | Rebecca Wiasak                                                 | Elinor Barker                                                 | Caroline Ryan                                                    |
| Perseguição por equipas | Katie Archibald Elinor Barker Danielle King Joanna Rowsell     | Gillian Carleton Laura Brown Jasmin Glaesser Stephanie Roorda | Isabella King Amy Cure Rebecca Wiasak Melissa Hoskins            |
| Velocidade por equipas  | Miriam Welte Kristina Vogel                                    | Jessica Varnish Rebecca James                                 | Elena Brejniva Anastasia Voinova                                 |
| Keirin                  | Kristina Vogel                                                 | Lee Wai Sze                                                   | Rebecca James                                                    |
| Pontuação               | Stephanie Pohl                                                 | Jasmin Glaesser                                               | Jarmila Machačová                                                |
| Omnium                  | Sarah Hammer                                                   | Laura Trott                                                   | Jolien D'Hoore                                                   |
| Guadalajara             |                                                                |                                                               |                                                                  |
| Velocidade              | Lin Junhong                                                    | Zhong Tianshi                                                 | Lee Wai-sze                                                      |
| 500 m. contrarrelógio   | Anastasia Voinova                                              | Miriam Welte                                                  | Lee Wai-sze                                                      |
| Perseguição por equipas | Allison Beveridge Laura Brown Jasmin Glaesser Stephanie Roorda | Jennifer Valente Cari Higgins Lauren Tamayo Jade Wilcoxson    | Isabella King Georgia Baker Rebecca Wiasak Elissa Wundersitz     |
| Velocidade por equipas  | Max Success Pro Cycling Lin Junhong Zhong Tianshi              | Iekaterina Gnidenko Anastasia Voinova                         | Victoria Williamson Danielle Khan                                |
| Keirin                  | Wai Sze Lee                                                    | Fatehah Mustapa                                               | Sandie Clair                                                     |
| Scratch                 | Diao Xiao Juan                                                 | Milena Salcedo                                                | Evgenia Romaniuta                                                |
| Omnium                  | Katarzyna Pawłowska                                            | Isabella King                                                 | Laurie Berthon                                                   |

## Classificações

### Países
| Rang | País/Equip    | Manchester | Aguascalientes | Guadalajara | Total  |
| ---- | ------------- | ---------- | -------------- | ----------- | ------ |
| 1    | Reino Unido   | 2342.0     | 2396.5         | 1458.0      | 6196.5 |
| 2    | Austrália     | 1807.5     | 2062.0         | 1701.5      | 5571.0 |
| 3    | Rússia        | 1647.5     | 1373.0         | 1733.0      | 4753.5 |
| 4    | Alemanha      | 1556.1     | 1710.0         | 1454.5      | 4720.6 |
| 5    | Espanha       | 1211.0     | 1174.0         | 1372.0      | 3757.0 |
| 6    | França        | 1192.0     | 1017.0         | 1391.5      | 3600.5 |
| 7    | Países Baixos | 991.0      | 988.5          | 1208.0      | 3187.5 |
| 8    | Nova Zelândia | 724.5      | 778.0          | 1156.0      | 2658.5 |
| 9    | Itália        | 1121.0     | 676.0          | 780.0       | 2577.0 |
| 10   | Polónia       | 905.0      | 696.0          | 946.5       | 2547.5 |

### Masculinos
| Pos. | Ciclista             | Man | Água | Gua | Pts |
| 1.   | Matthijs Büchli      | 1   | 113  | 150 | 264 |
| 2.   | Tobias Wächter       | 105 | 135  |     | 240 |
| 3.   | Lewis Oliva          | 30  | 66   | 120 | 216 |
| 4.   | Christos Volikakis   |     | 105  | 82  | 187 |
| 5.   | Simon Van Velthooven | 49  | 36   | 90  | 175 |

| Pos. | Ciclista             | Man | Água | Gua | Pts |
| 1.   | Krzysztof Maksel     |     | 90   | 135 | 225 |
| 2.   | Hugo Haak            |     | 105  | 120 | 225 |
| 3.   | Simon Van Velthooven |     | 82   | 113 | 195 |
| 4.   | Scott Sunderland     |     |      | 150 | 150 |
| 5.   | François Pervis      |     | 150  |     | 150 |

| Pos. | Ciclista          | Man | Água | Gua | Pts |
| 1.   | Edward Dawkins    | 66  | 113  | 113 | 292 |
| 2.   | Matthew Glaetzer  | 105 | 150  |     | 255 |
| 3.   | Njisane Phillip   | 135 | 82   |     | 217 |
| 4.   | Robert Förstemann | 150 | 49   |     | 199 |
| 5.   | Hugo Haak         |     | 36   | 150 | 186 |

| Pos. | Ciclista         | Man | Água | Gua | Pts |
| 1.   | Jenning Huizenga | 105 |      | 150 | 255 |
| 2.   | Marco Coledan    | 150 |      | 105 | 255 |
| 3.   | Mauro Agostini   | 74  |      | 135 | 209 |
| 4.   | Nils Schomber    | 82  |      | 98  | 180 |
| 5.   | Miles Scotson    | 60  |      | 113 | 173 |

| Pos. | Equip         | Man   | Água  | Gua   | Pts   |
| 1.   | Alemanha      | 225.0 | 225.0 | 202.5 | 652.5 |
| 2.   | Reino Unido   | 180.0 | 202.5 | 180.0 | 562.5 |
| 3.   | Países Baixos | 123.0 | 169.5 | 225.0 | 517.5 |
| 4.   | Rússia        | 202.5 | 147.0 | 135.0 | 484.5 |
| 5.   | Nova Zelândia | 169.5 | 123.0 | 147.0 | 439.5 |

| Pos. | Equip       | Man | Água | Gua | Pts |
| 1.   | Austrália   | 270 | 300  | 300 | 870 |
| 2.   | Dinamarca   | 240 | 270  | 196 | 706 |
| 3.   | Reino Unido | 300 | 240  | 98  | 638 |
| 4.   | Espanha     | 210 | 180  | 226 | 616 |
| 5.   | Suíça       | 164 | 164  | 270 | 598 |

| Pos. | Ciclista        | Man | Água | Gua | Pts |
| 1.   | Andreas Müller  | 150 | 66   |     | 216 |
| 2.   | Owain Doull     | 60  | 150  |     | 210 |
| 3.   | Ivan Kovaliov   | 105 | 60   |     | 165 |
| 4.   | Moreno De Pauw  | 82  | 82   |     | 164 |
| 5.   | Anton Muzychkin | 49  | 105  |     | 154 |

| Pos. | Ciclista      | Man | Água | Gua | Pts |
| 1.   | Bélgica       |     | 135  | 135 | 270 |
| 2.   | Espanha       |     | 150  | 82  | 232 |
| 3.   | Nova Zelândia |     | 49   | 150 | 199 |
| 4.   | Hong Kong     |     | 98   | 98  | 196 |
| 5.   | Austrália     |     | 74   | 113 | 187 |

| Pos. | Ciclista            | Man | Água | Gua | Pts |
| 1.   | Roman Lutsyshyn     | 105 |      | 120 | 225 |
| 2.   | Kiril Svéixnikov    | 1   |      | 150 | 151 |
| 3.   | Martyn Irvine       | 150 |      |     | 150 |
| 4.   | Thomas Scully       |     |      | 135 | 135 |
| 5.   | Lasse Norman Hansen | 135 |      |     | 135 |

| Pos. | Ciclista        | Man | Água | Gua | Pts |
| 1.   | Jasper De Buyst | 150 | 135  | 135 | 420 |
| 2.   | Tim Veldt       | 135 | 113  | 66  | 314 |
| 3.   | Thomas Boudat   | 90  | 90   | 120 | 300 |
| 4.   | Luke Davison    | 120 | 150  |     | 270 |
| 5.   | Jonathan Dibben | 105 |      | 113 | 218 |

### Femininos
| Pos. | Ciclista        | Man | Água | Gua | Pts |
| 1.   | Lee Wai Sze     | 113 | 135  | 150 | 398 |
| 2.   | Fatehah Mustapa | 98  | 113  | 135 | 346 |
| 3.   | Kristina Vogel  | 150 | 150  |     | 300 |
| 4.   | Rebecca James   | 135 | 120  |     | 255 |
| 5.   | Sandie Clair    | 120 |      | 120 | 240 |

| Pos. | Ciclista          | Man | Água | Gua | Pts |
| 1.   | Miriam Welte      |     | 135  | 135 | 270 |
| 2.   | Anastasia Voinova |     | 105  | 150 | 255 |
| 3.   | Lee Wai Sze       |     | 120  | 120 | 240 |
| 4.   | Tania Calvo       |     | 90   | 113 | 203 |
| 5.   | Lisandra Guerra   |     | 74   | 105 | 179 |

| Pos. | Ciclista         | Man | Água | Gua | Pts |
| 1.   | Lee Wai Sze      | 135 | 120  | 120 | 375 |
| 2.   | Kristina Vogel   | 150 | 150  |     | 300 |
| 3.   | Anna Meares      | 113 | 135  |     | 248 |
| 4.   | Jessica Varnish  | 105 | 113  |     | 218 |
| 5.   | Stephanie Morton | 98  | 45   | 74  | 217 |

| Pos. | Ciclista          | Man | Água | Gua | Pts |
| 1.   | Rebecca Wiasak    | 135 | 150  |     | 285 |
| 2.   | Caroline Ryan     | 105 | 120  |     | 225 |
| 3.   | Eugenia Bujak     | 113 | 105  |     | 218 |
| 4.   | Alexandra Chekina | 90  | 74   |     | 164 |
| 5.   | Joanna Rowsell    | 150 |      |     | 150 |

| Pos. | Equip                   | Man | Água | Gua | Pts |
| 1.   | Reino Unido             | 135 | 135  | 120 | 390 |
| 2.   | Alemanha                | 150 | 150  | 74  | 374 |
| 3.   | Rússia                  | 113 | 120  | 135 | 368 |
| 4.   | Espanha                 | 74  | 98   | 105 | 277 |
| 5.   | Max Success Pro Cycling | 120 |      | 150 | 270 |

| Pos. | Equip          | Man | Água | Gua | Pts |
| 1.   | Canadá         | 270 | 270  | 300 | 840 |
| 2.   | Austrália      | 240 | 240  | 240 | 720 |
| 3.   | Estados Unidos | 210 | 226  | 270 | 706 |
| 4.   | Polónia        | 196 | 196  | 226 | 618 |
| 5.   | Rússia         | 226 | 180  | 196 | 602 |

| Pos. | Ciclista            | Man | Água | Gua | Pts |
| 1.   | Leire Olaberría     | 98  |      | 113 | 211 |
| 2.   | Laurie Berthon      | 105 |      | 98  | 203 |
| 3.   | Małgorzata Wojtyra  | 150 |      | 49  | 199 |
| 4.   | Ievguénia Romaniuta | 54  |      | 120 | 174 |
| 5.   | Diao Xiao Juan      |     |      | 150 | 150 |

| Pos. | Ciclista            | Man | Água | Gua | Pts |
| 1.   | Stephanie Pohl      | 113 | 150  |     | 263 |
| 2.   | Jamie Wong          | 120 | 105  |     | 225 |
| 3.   | Anastassia Txulkova | 90  | 113  |     | 203 |
| 4.   | Elizabeth Newell    | 135 | 39   |     | 174 |
| 5.   | Sofía Arreola       | 66  | 98   |     | 164 |

#### Omnium
| Pos. | Ciclista        | Man | Água | Gua | Pts |
| 1.   | Laurie Berthon  | 120 | 90   | 120 | 330 |
| 2.   | Leire Olaberría | 98  | 98   | 113 | 309 |
| 3.   | Laura Trott     | 150 | 135  |     | 285 |
| 4.   | Isabella King   |     | 105  | 135 | 240 |
| 5.   | Jolien D'Hoore  | 113 | 120  |     | 233 |